# Tasie Dhanraj
Tasie Dhanraj (ur. 22 grudnia 1990 w Brighton), właśc. Anastasia Katya Breezy Dhanraj, znana pod scenicznym pseudonimem Tasie Lawrence – brytyjska aktorka i piosenkarka.
Znana głównie z roli Mary Jaffray z serialu młodzieżowego Nickelodeon – Tajemnice domu Anubisa. Jest pół-gujanką i pół-brytyjką.

## Życie prywatne
Jest piosenkarką i gra w girlsbandzie WooWoos.

## Filmografia
| Film | Film                 | Film    | Film         |
| Rok  | Tytuł                | Rola    | Uwagi        |
| ---- | -------------------- | ------- | ------------ |
| 2011 | The Tower            | Mina    | Główna       |
| 2015 | Everything Before Us | Jessica | Drugoplanowa |
| 2015 | Tomato Soup          | Dasie   | Główna       |
| 2016 | Good Kids            | Danya   | Drugoplanowa |
| 2018 | Public Disturbance   | Sophie  | Główna       |

| Telewizja | Telewizja              | Telewizja    | Telewizja                     |
| Rok       | Tytuł                  | Rola         | Uwagi                         |
| --------- | ---------------------- | ------------ | ----------------------------- |
| 2011-2013 | Tajemnice domu Anubisa | Mara Jaffray | 1-3 sezon, Kamienny Dotyk Ra. |
| 2015      | Hieroglyph             | Ren          |                               |
| 2015      | Zabójcze umysły        | Bahni Desai  | 1 odcinek.                    |
| 2016      | Brothers in Atlanta    | Chloe        |                               |
| 2018-2019 | Rezydenci              | Priya Nair   | 10 odcinków.                  |